# 떡꼬치

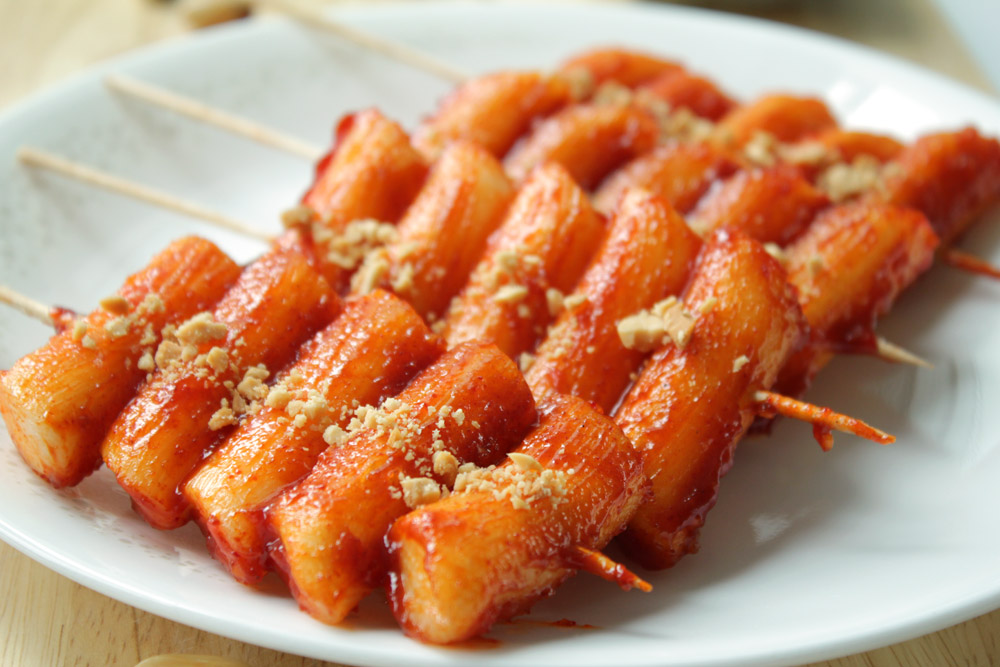
접시에 담긴 떡꼬치

떡꼬치는 떡을 꼬치에 끼워서 기름에 튀긴 후 양념 소스를 발라먹는 음식이다. 대한민국의 길거리 음식의 하나이다.  떡 이외에 소시지, 채소, 해산물, 고기 등을 같이 끼워넣는 변형도 있다. 떡에 잔뜩 발린 양념은 매콤달콤한 맛을 낸다.

## 역사
떡꼬치가 등장한 시기는 80년대 중후반 즈음으로 보고 있었으며, 현재에는 노점상이나 분식점을 중심으로 팔리고 있다. 떡꼬치의 전신으로는 15세기 요리책에 나오는 "떡산적"이란 요리로 추측되고 있다.

## 재료
떡꼬치의 경우 4인분을 기준으로 떡 250g, 달걀 50g, 빵가루 300g, 깨 30g, 꼬치 4개, 칠리 소스 45g, 고추장 15그램, 물엿 15g 등이 필요하다.

## 같이 보기
- 떡국
- 떡볶이
- 어묵
- 김말이
- 가래떡
- 절편
- 떡
- 길거리 음식